# Сейдалиев, Алимкул
Алимкул Сейдалиев (каз. Әлімқұл Сейдәлиев, 1905 год, аул Кокозек, Туркестанский край — дата и место смерти неизвестны) — колхозник, звеньевой колхоза «Кокозек», Герой Социалистического Труда (1948).

## Биография
Родился в 1905 году в ауле Кокозек (сегодня — Байзакский район, Южно-Казахстанская область, Казахстан). Происходит из рода жаныс племени дулат В 1930 году вступил в колхоз «Кокозек» Свердловского района Джамбулской области. Первоначально работал рядовым колхозником. В 1936 году был назначен звеньевым свекловодческого звена. Участвовал в Великой Отечественной войне. После демобилизации возвратился в родное село, где продолжил работу звеньевым в колхозе.
В 1947 году свекловодческое звено под руководством Алимкула Сейдалиевав выполнило план на 178 %, собрав с участка площадью 40 гектаров по 375 центнеров сахарной свеклы вместо запланированных 210 центнеров и с участка площадью 5 гектаров было собрано по 808 центнеров сахарной свеклы. За этот доблестный труд он был удостоен в 1948 году звания Героя Социалистического Труда.

## Награды
- Герой Социалистического Труда (1948);
- Орден Ленина (1948).